# 2000年夏季奥林匹克运动会游泳比赛—女子800米自由泳
2000年夏季奥林匹克运动会女子800米自由泳比赛的决赛于2000年9月22日在澳大利亚悉尼举行。最终，美国游泳运动员布鲁克·本内特获得了此项比赛的冠军。

## 成绩
| 名次 | 运动员                  | 成绩    |
| ---- | ----------------------- | ------- |
|      | 布鲁克·本内特（美国）   | 8:19.67 |
|      | 亞娜·克洛科娃（乌克兰） | 8:22.66 |
|      | 凯特琳·桑德诺（美国）   | 8:24.29 |